# Genkimono de Ikō!
Singles de Erina Mano
Onegai Dakara...
(2010) Seishun no Serenade
(2011)
Genkimono de Ikō! (元気者で行こう!, ou … de Ikou!, … de Iko!) est le 8e single "major" (et 11e single au total) de la chanteuse japonaise Erina Mano (真野恵里菜).

## Présentation
Le single est sorti le 15 septembre 2010 au Japon sous le label hachama, dans le cadre du Hello! Project. Il atteint la 7e place du classement Oricon, et reste classé pendant 3 semaines, pour un total de 15 774 exemplaires vendus durant cette période. Il sort également dans deux éditions limitées avec des pochettes différentes, notées "A" avec en supplément un DVD, et "B". Le single sort aussi au format "single V" (DVD) une semaine après.
Les deux chansons du single sont écrites par Yoshiko Miura (三浦徳子), composées cette fois par Toshiaki Hatakeyama (alias Hatake), et produites par Taisei. Elles figureront toutes deux dans des versions remaniées sur l'album More Friends qui sortira deux mois plus tard. La chanson-titre figurera sur la compilation de fin d'année du Hello! Project Petit Best 11. La chanson en "face B", Uchi e Kaerō, sert de thème de fin du film Kaidan Shin Mimibukuro Kaiki dont Erina Mano est la vedette.

## Liste des titres
Single CD
1. Genkimono de Ikō! (元気者で行こう!?) – 04:36
2. Uchi e Kaerō (家へ帰ろう?, ou … Kaerou, …Kaero) – 04:30
3. Genkimono de Ikō! (Instrumental) (元気者で行こう!…?)  – 04:31

DVD de l'édition limitée "A"
1. Jacket Making (ジャケット撮影メイキング映像?)

Single V (DVD)
1. Genkimono de Ikō! (Director's Cut VER.1) (元気者で行こう! (ディレクターズカット VER.1)?)
2. Genkimono de Ikō! (元気者で行こう!?)
3. Making of (メイキング映像?)